# Alfa (etologia)
Negli animali sociali, alfa designa l'individuo che in una comunità occupa il rango sociale più alto. In italiano ci si riferisce ad essi anteponendo spesso il sesso dell'individuo stesso: maschio alfa, femmina alfa. In tal modo li si distingue all'interno di un gruppo da esemplari che invece ricoprono un ruolo subordinato. Raramente questo ruolo viene assolto da più conspecifici. In molte specie gli animali appartenenti allo stesso gruppo esibiscono compiacenza e atteggiamenti di sottomissione e rispetto: generalmente l'alfa è colui che ha accesso prioritario, e a volte esclusivo, all'accoppiamento con femmine fertili e ricettive.

## Posizione dell'alfa all'interno di una comunità
Gli individui alfa sono gruppi di animali che convivono e interagiscono, soprattutto se dello stesso sesso, trascorrono del tempo in lotte rituali che sfociano in una gerarchia regolata dalla prestanza e dalla salute fisica. Di regola, tali lotte si svolgono tra conspecifici dello stesso sesso e sono spesso inoffensive, anche se non mancano casi in cui la contesa termina con il decesso dell'avversario. Di conseguenza, gli esemplari alfa sono spesso soggetti ad attacchi, atti a spodestare il precedente maschio dominante o femmina dominante e, nelle specie in cui essere spodestati significa la morte, difficilmente raggiungono la vecchiaia.
In molte specie un individuo nomade, sfidando l'alfa, può trascinarlo in uno scontro, alla fine del quale uno dei due contendenti riconosce la superiorità dell'altro. In specie come il leone, quando ciò accade, allo scontro spesso segue la eliminazione da parte del vincitore dei cuccioli del maschio sconfitto. Sempre nei leoni, alcuni maschi possono condividere i privilegi di chi occupa un rango dominante, formando così delle coalizioni.
Il ricercatore M.W. Foster nel 2009 ha studiato i primati e ha scoperto che gli individui più altruisti verso i componenti del gruppo avevano maggiori probabilità di diventare esemplari alfa rispetto agli individui fisicamente più forti.
Gli scimpanzé alfa hanno l'obbligo di mantenere la pace nel gruppo. Cercano di impedire che scoppino risse e in genere supportano i perdenti in qualsiasi conflitto. Ciò fornisce sicurezza per i membri di livello più basso del gruppo, il che aiuta la popolarità dell'alfa. Gli scimpanzé alfa inoltre dimostrano il comportamento più empatico all'interno del gruppo, trascorrendo molto tempo a confortare gli altri. Spesso nei bonobo l'individuo alfa è femmina.
Il gruppo sociale in genere segue l'individuo alfa nella caccia e nella riproduzione; in alcuni casi l'individuo alfa decide sul destino del gruppo. Nel momento in cui due gruppi dovessero competere per lo stesso territorio, toccherebbe agli esemplari alfa decidere quale dei due possa occuparlo o meno.
Prendendo spunto dal comportamento animale, anche nella specie umana vengono indicati individui "alfa" che avrebbero caratteristiche "dominanti" nella società e nei rapporti interpersonali.

## Mammiferi

### Babbuini

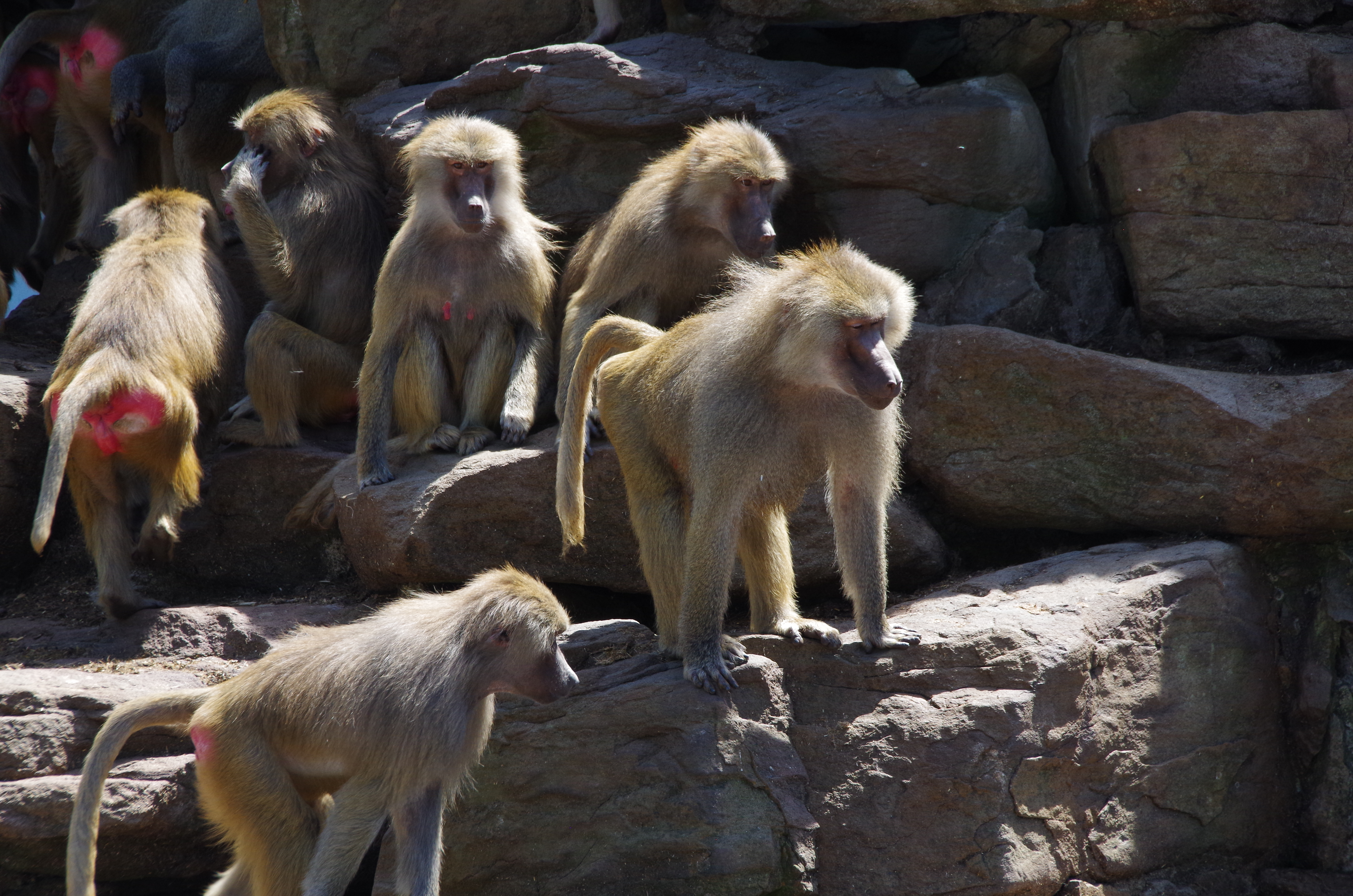
Un gruppo di babbuini

I babbuini maschi alfa monopolizzano le risorse e l'accesso all'accoppiamento delle femmine, ed è anche più probabile che soffrano di stress. I maschi di status inferiore devono spendere più tempo ed energie per le opportunità di accoppiamento. I maschi alfa a volte possono consentire ai maschi subordinati di avere accesso all'accoppiamento, quindi i maschi subordinati possono fungere da "papà di riserva" e proteggere la loro prole da altri maschi alfa. Secondo i ricercatori dello Smithsonian Tropical Research Institute di Panama e della Università della California di Davis “non è necessariamente il maschio alpha, l’esemplare più grande e forte, a decidere dove si sposta il branco”.

### Scimmie cappuccine

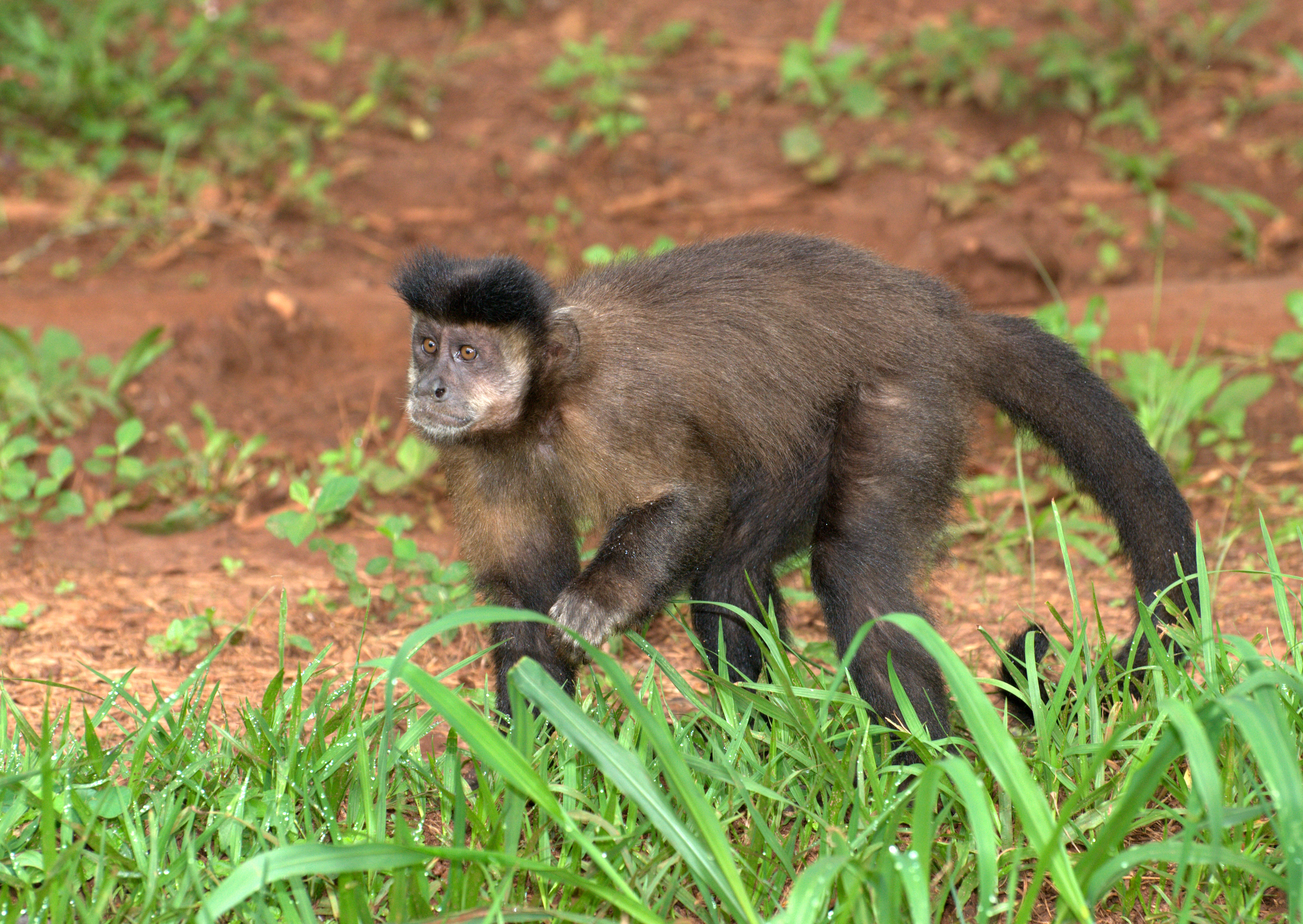
Cebus apella nigritus

Uno studio sull'associazione tra maschi e femmine alfa durante la stagione non riproduttiva nelle scimmie cappuccine (Cebus apella nigritus) ha esaminato se i maschi alfa siano il compagno preferito per le femmine e, in secondo luogo, se lo stato alfa femminile e la relazione con i maschi alfa può essere spiegato attraverso le caratteristiche individuali e/o la rete sociale della femmina. I risultati hanno indicato che il maschio alfa è il compagno preferito per le femmine adulte. Tuttavia, solo le femmine alfa avevano forti interazioni con i maschi alfa.

### Scimpanzé

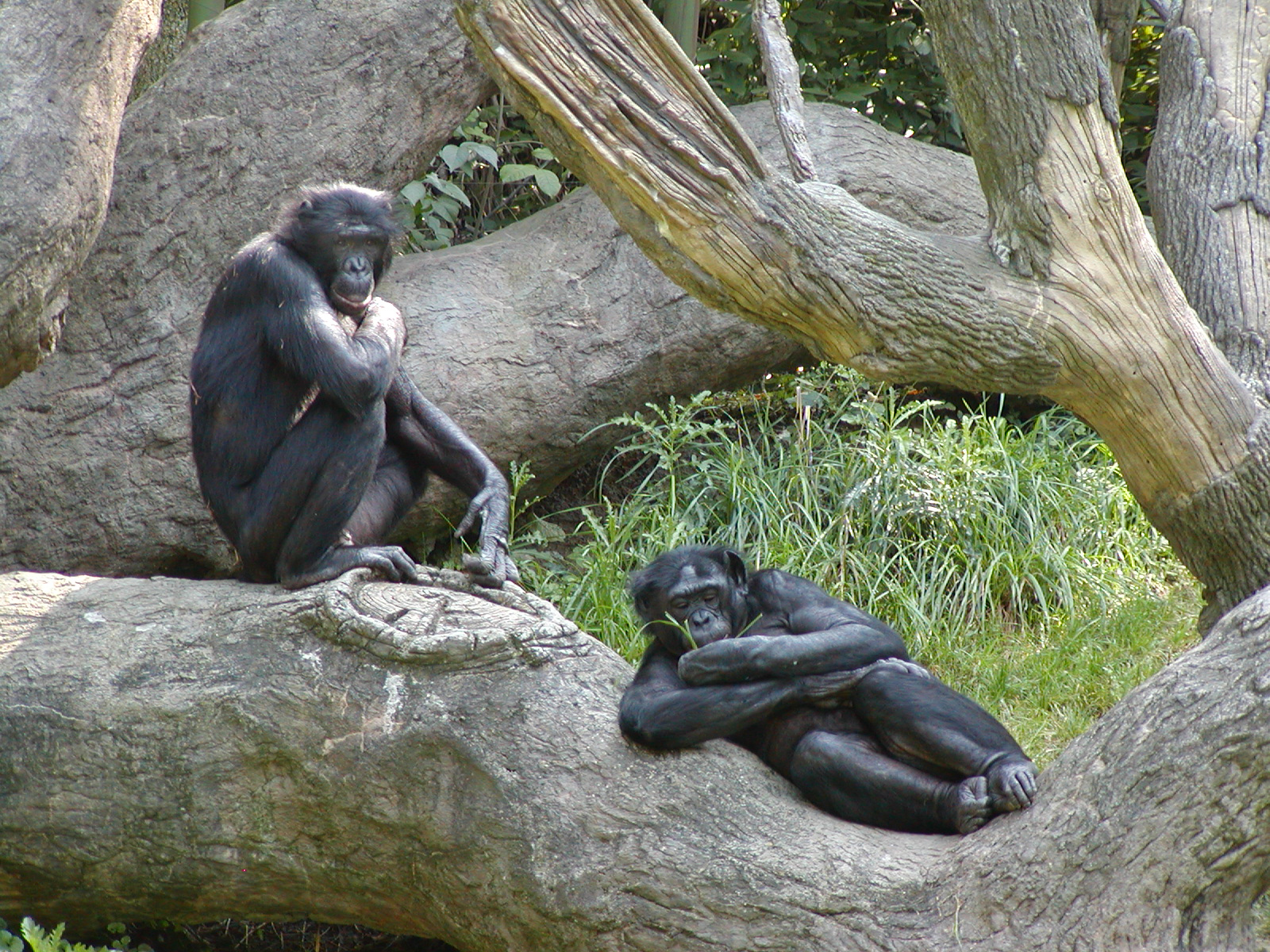
Due Bonobo

Gli scimpanzé comuni usano forza, intelligenza e alleanze per stabilire e mantenere la posizione alfa. Ci sono stati rari casi in cui un gruppo ha ucciso il maschio alfa. Un maschio, per raggiungere lo stato alfa in un gruppo di bonobo, deve essere accettato dalla femmina alfa. Le femmine di bonobo hanno rapporti omosessuali per aumentare lo status sociale.

### Gorilla

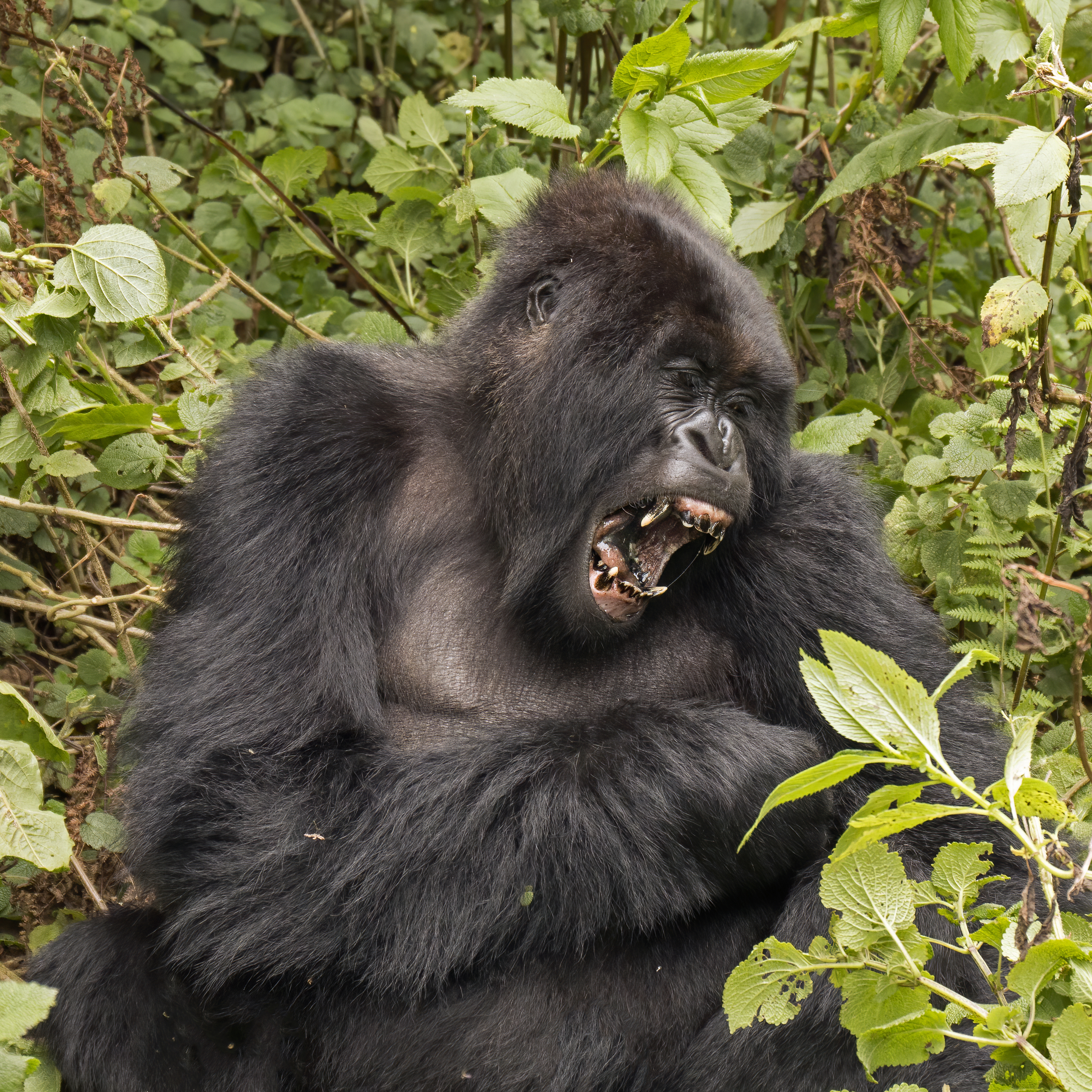
Gorilla di montagna

I gorilla usano l'intimidazione per stabilire e mantenere la posizione alfa. Uno studio condotto sul comportamento riproduttivo dei gorilla di montagna maschi (Gorilla beringei beringei) ha trovato ulteriori prove che i maschi dominanti sono favoriti per generare prole.

### Mandrilli

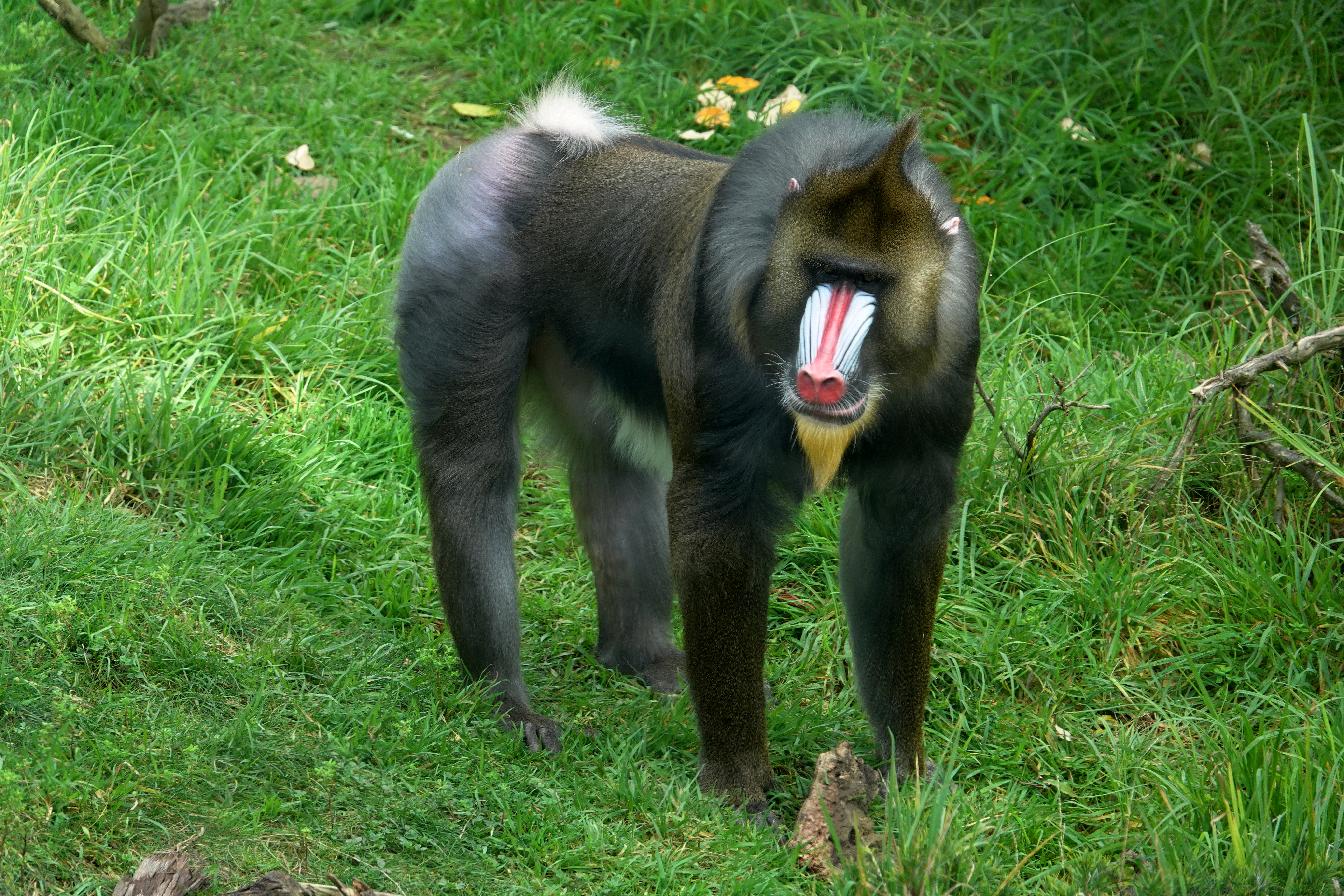
Mandrillus sphinx

I mandrilli maschi adulti con status sociale alfa mostrano una colorazione vivida sulla loro pelle, mentre quelli con stato beta hanno un colore più opaco. Entrambi i tipi di maschi si impegnano nell'accoppiamento, ma solo i maschi alfa dominanti hanno la capacità di produrre prole. I mandrilli maschi a volte combattono per i diritti di riproduzione che si traducono in una posizione dominante. Sebbene i conflitti siano rari, possono essere mortali. Guadagnare il dominio, cioè diventare il maschio alfa, si traduce in un aumento del volume dei testicoli e in un arrossamento della pelle sul viso e sui genitali. Quando un maschio perde il dominio o il suo stato alfa, accade il contrario.

### Elefanti marini

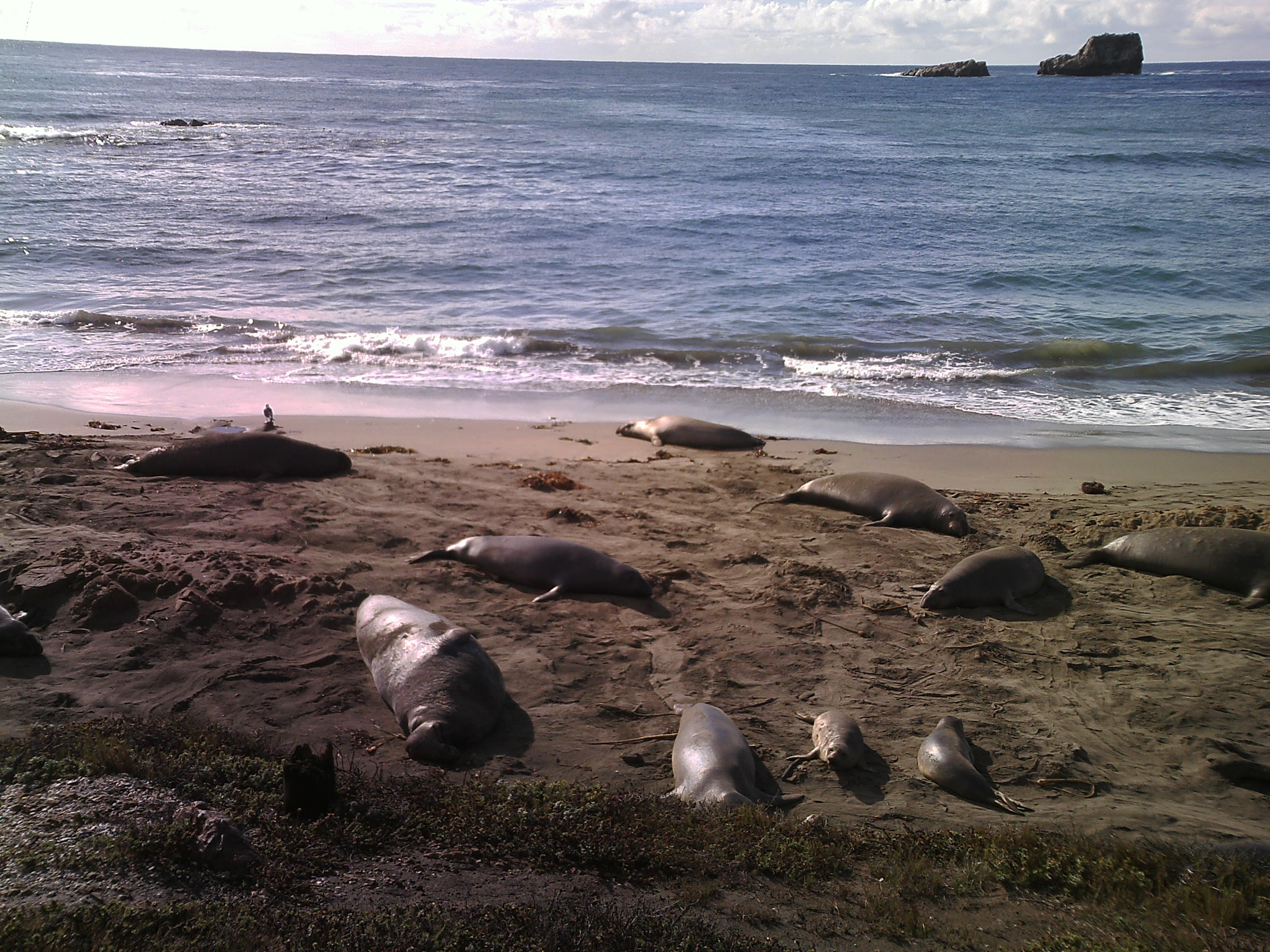
Un gruppo di elefanti marini

Gli elefanti marini maschi dominanti arrivano velocemente nei potenziali siti di riproduzione in primavera per assicurarsi che possano accoppiarsi con il maggior numero possibile di femmine. Gli elefanti marini maschi usano combattimenti, rumori vocali e posizioni diverse per determinare chi sarà considerato il maschio dominante. Quando i maschi raggiungono i nove anni di età, hanno sviluppato un naso lungo pronunciato, oltre a uno scudo toracico, che è una pelle ispessita nella zona del torace. Mostrano il loro dominio mostrando il naso, emettendo forti vocalizzazioni e alterando le loro posizioni. Si combattono alzandosi e battendosi a vicenda con il petto e con i denti.
Quando arrivano le femmine, i maschi dominanti hanno già selezionato il loro territorio sulla spiaggia. Le femmine si raggruppano in gruppi chiamati harem, che possono consistere in un massimo di 50 femmine che circondano un maschio alfa.

### Lupi

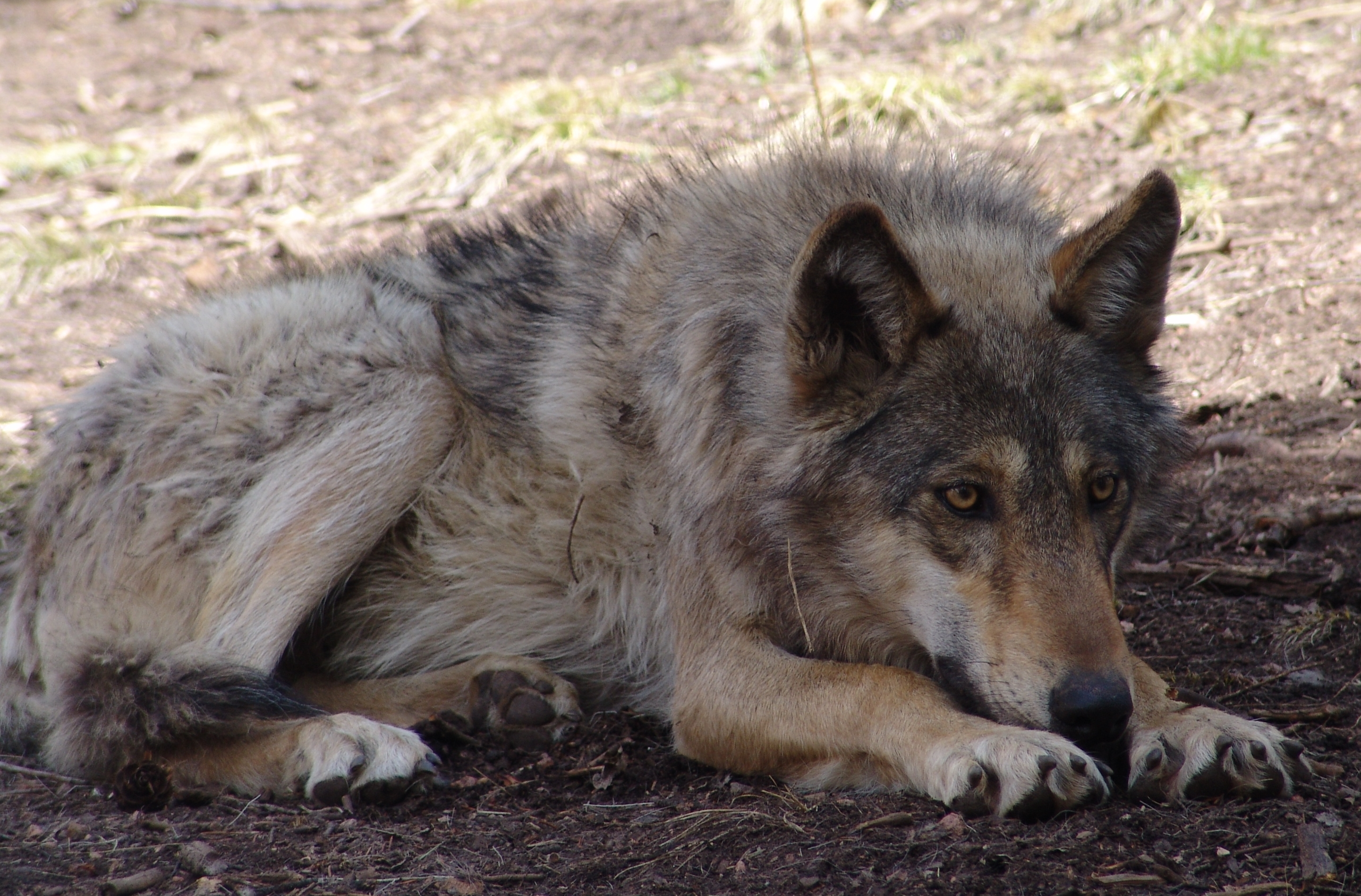
Una femmina di lupo grigio

In passato l'opinione prevalente sui branchi di lupi grigi era che consistessero in individui in competizione tra loro per il dominio, con i lupi grigi dominanti indicati come maschi e femmine "alfa" e i subordinati come "beta" e "omega". Questa terminologia è stata utilizzata per la prima volta nel 1947 da Rudolf Schenkel dell'Università di Basilea, che ha basato le sue scoperte sulla ricerca del comportamento dei lupi grigi in cattività. Questa visione sulla dinamica del branco di lupi grigi è stata successivamente resa popolare dal ricercatore L. David Mech nel suo libro del 1970 The Wolf. In seguito ha trovato ulteriori prove che il concetto di un maschio alfa potrebbe essere stato un'interpretazione di dati incompleti e ha formalmente sconfessato questa terminologia nel 1999.
Nel 2021 alcune ricerche scientifiche hanno affermato che non esiste alcun esemplare alfa tra i lupi.

## Uccelli

### Chiroxiphia

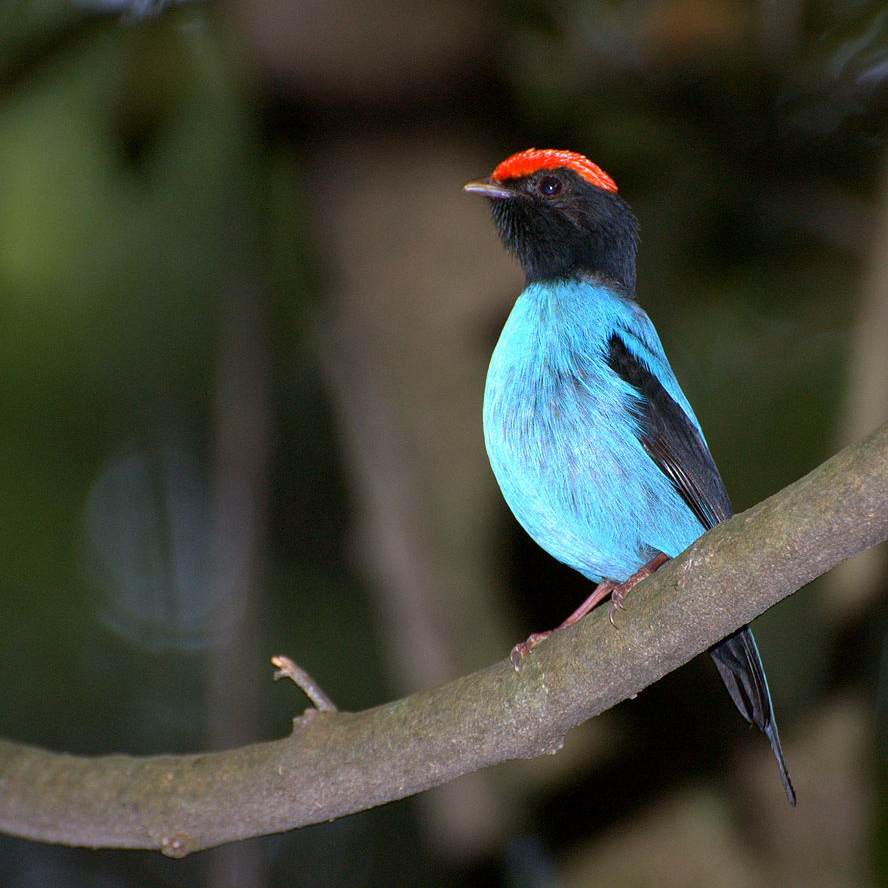
Chiroxiphia caudata

I maschi alfa hanno colori maschili completi, mentre i maschi beta mantengono il piumaggio simile a quello femminile.
Non c'è una chiara relazione tra di loro predominio. C'è sempre un solo maschio alfa, ma, a seconda della specie, possono esserci uno o due maschi beta. Solo il maschio alfa è stato visto accoppiarsi con la femmina.

### Montezuma oropendola

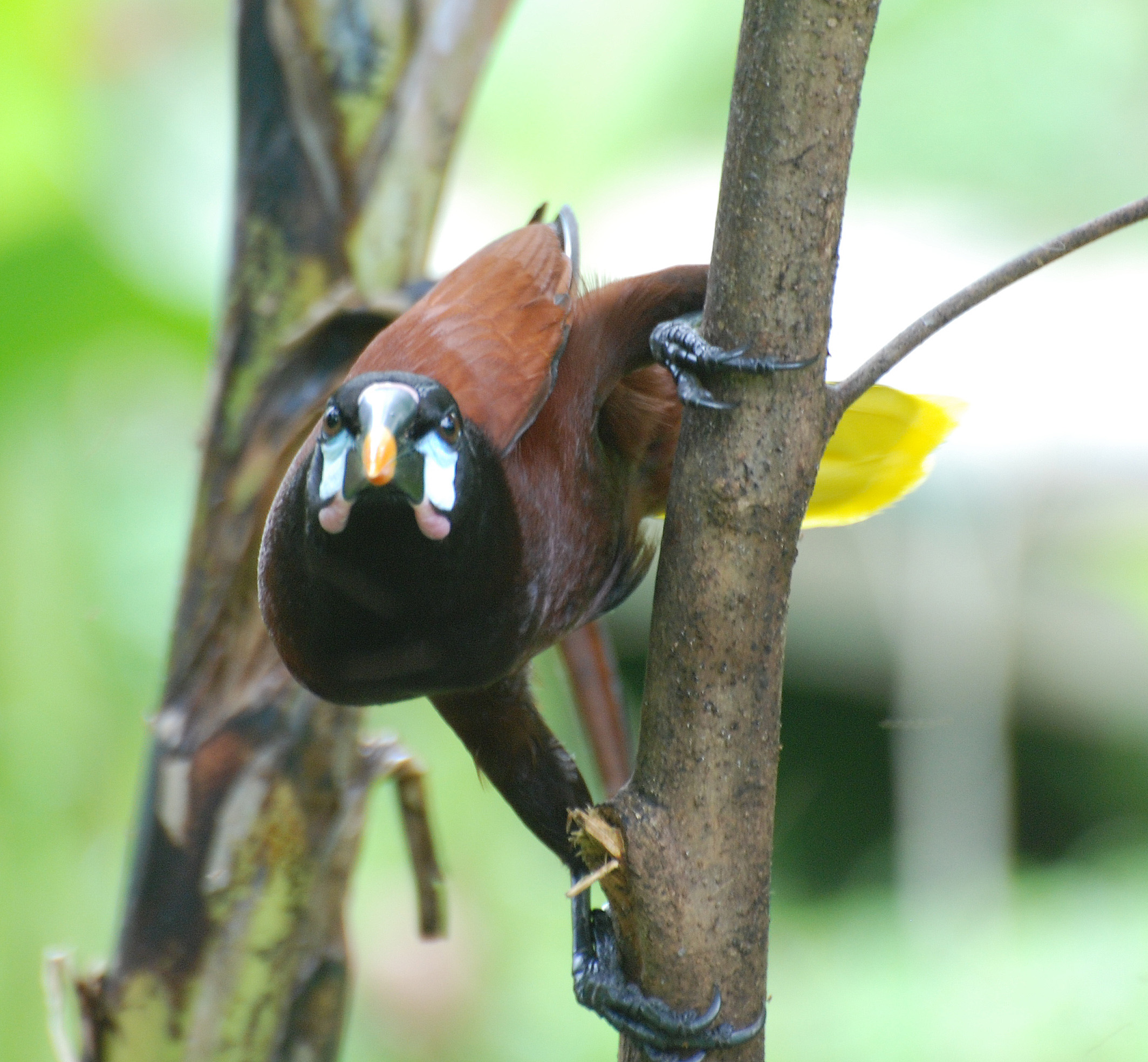
Montezuma oropendola

Mentre le femmine nidificano, i maschi combattono e si respingono l'un l'altro e sono "giudicati" in base all'esito di ogni combattimento. Il maschio alfa alla fine caccia via tutti gli altri maschi. Quando i maschi alfa se ne vanno, gli altri tornano e difendono le femmine fino al ritorno degli esemplari alfa. Questo tipo di accoppiamento è simile a quello dei mammiferi poliginici.

### Astore canoro pallido

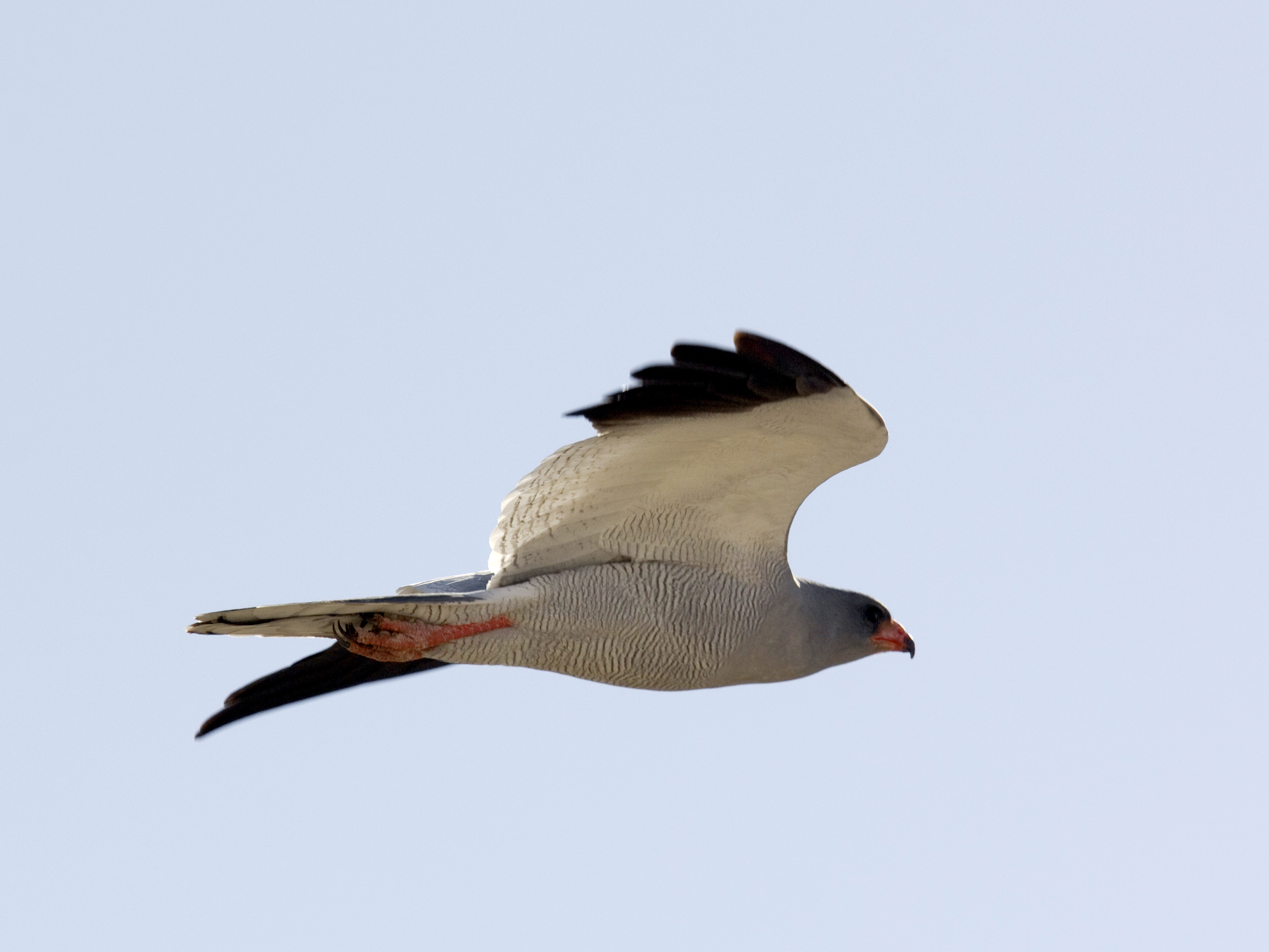
Melierax canorus

Normalmente le femmine si accoppiano con un solo maschio, ma nella vegetazione del veld nel Karoo, una femmina e due maschi possono formare un trio poliandro. In questi casi un maschio alfa e una femmina saranno assistiti nell'allevamento dei piccoli da un maschio beta. Il maschio alfa si accoppia con la femmina 31-5 giorni prima della deposizione mentre il maschio beta si accoppia 5-3 giorni prima della deposizione.

## Pesci

### Ciclidi

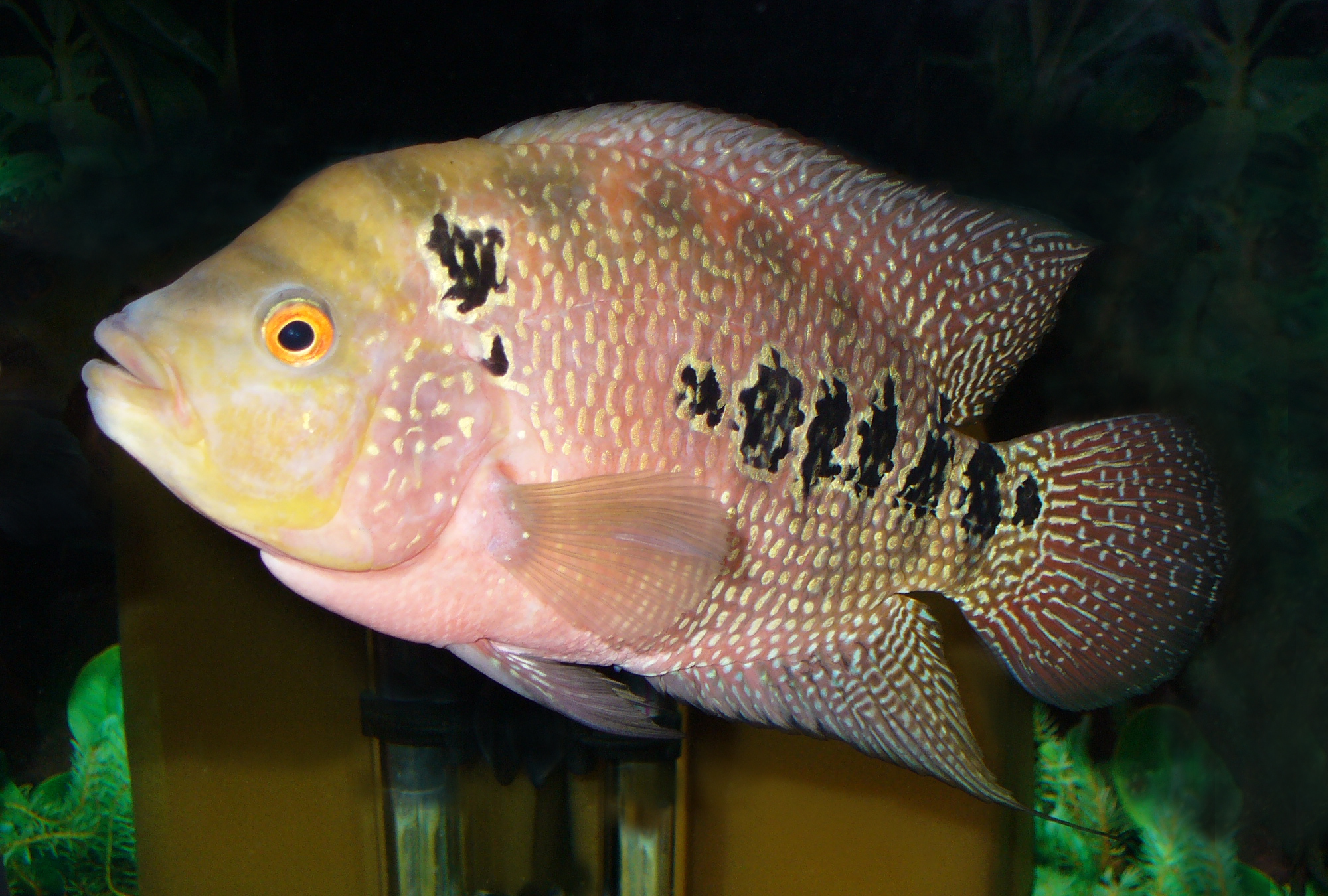
Cichlasoma trimaculatum

Il comportamento aggressivo nei ciclidi è ritualizzato. Le manifestazioni di aggressività ritualizzata nei ciclidi includono un cambiamento di colorazione notevolmente rapido, durante il quale un maschio dominante "territoriale" che ha successo assume una colorazione più vivida e brillante, mentre un maschio subordinato o "non territoriale" assume una colorazione pallida e opaca. I ciclidi utilizzano le loro linee laterali per percepire i movimenti dell'acqua intorno ai loro avversari per valutare il maschio in competizione in base ai tratti fisici. I ciclidi femmine preferiscono accoppiarsi con un maschio alfa di successo con una colorazione vivida, il cui territorio ha cibo prontamente disponibile.

### Thalassoma lunare

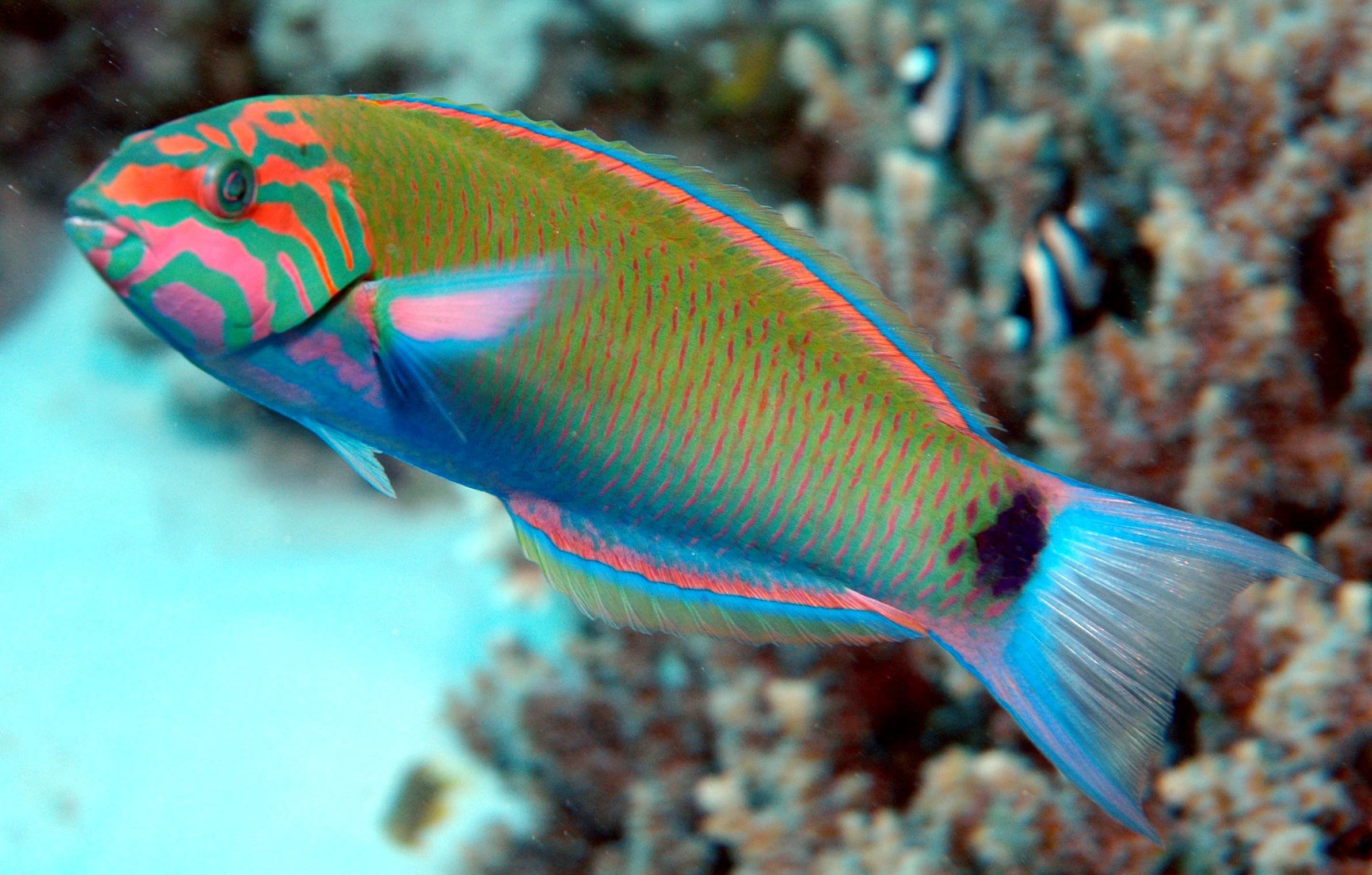
Thalassoma lunare

Alcuni thalassoma lunari vivono in gruppi costituiti da un maschio dominante e un "harem" di circa una dozzina di altri esemplari, alcuni femmine e alcuni maschi. Il maschio alfa è più colorato e ad ogni bassa marea cambia dal verde al blu, e attacca tutti gli altri esemplari. Questo è il suo modo di mostrare il suo dominio al resto dei maschi e tenere sotto controllo le femmine. Durante la stagione riproduttiva e prima dell'alta marea, il maschio alfa diventa completamente blu, raccoglie ogni singola femmina e inizia la riproduzione.

### Tilapia del Mozambico

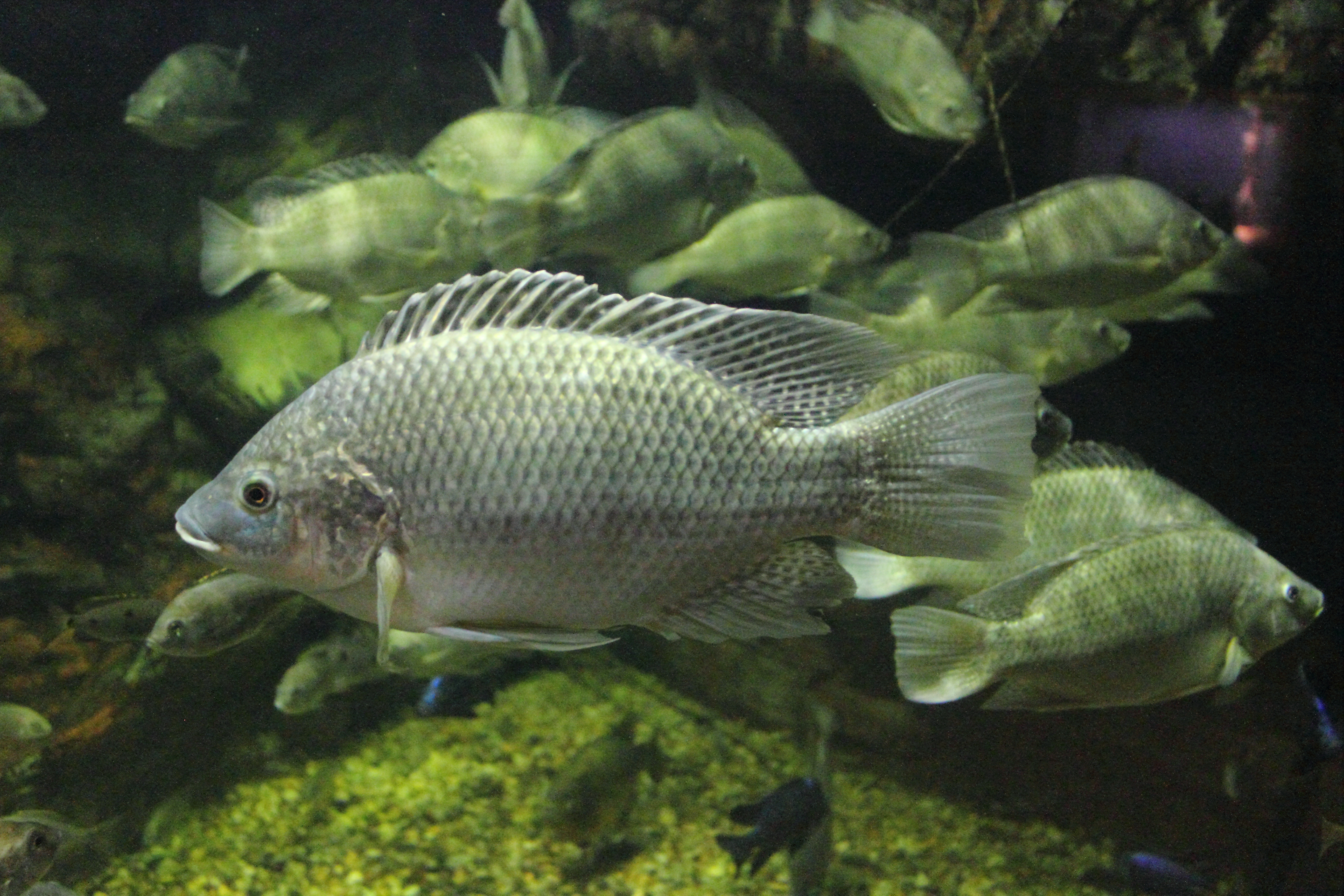
Oreochromis mossambicus

Le tilapie del Mozambico viaggiano spesso in gruppi in cui viene mantenuta una rigida gerarchia di dominanza. Le posizioni all'interno della gerarchia sono correlate alla territorialità, al tasso di corteggiamento, alla dimensione del nido, all'aggressività e alla produzione di ormoni. In termini di struttura sociale, le tilapie del Mozambico si impegnano in un sistema noto come lek (una forma di corteggiamento in cui un numero variabile di maschi si esibisce in forme ritualizzate di corteggiamento in un'area comune, sotto gli occhi delle femmine che si riserveranno poi di scegliere il proprio partner), in cui i maschi stabiliscono territori con gerarchie di dominanza mentre le femmine nuotano tra di loro. Le gerarchie sociali si sviluppano tipicamente a causa della competizione per risorse limitate tra cui cibo, territori o compagni. Durante la stagione riproduttiva, i maschi si raggruppano attorno a un determinato territorio, formando una densa aggregazione in acque poco profonde. Questa aggregazione costituisce la base della lek attraverso il quale le femmine scelgono i loro compagni. Il successo riproduttivo dei maschi all'interno della lek è altamente correlato allo stato sociale e al dominio.